# Commission von der Leyen I
La commission von der Leyen I est la commission européenne en fonction du 1er décembre 2019 au 1er décembre 2024. Elle est présidée par l'Allemande Ursula von der Leyen, membre du Parti populaire européen (PPE).

## Formation

### Choix du président

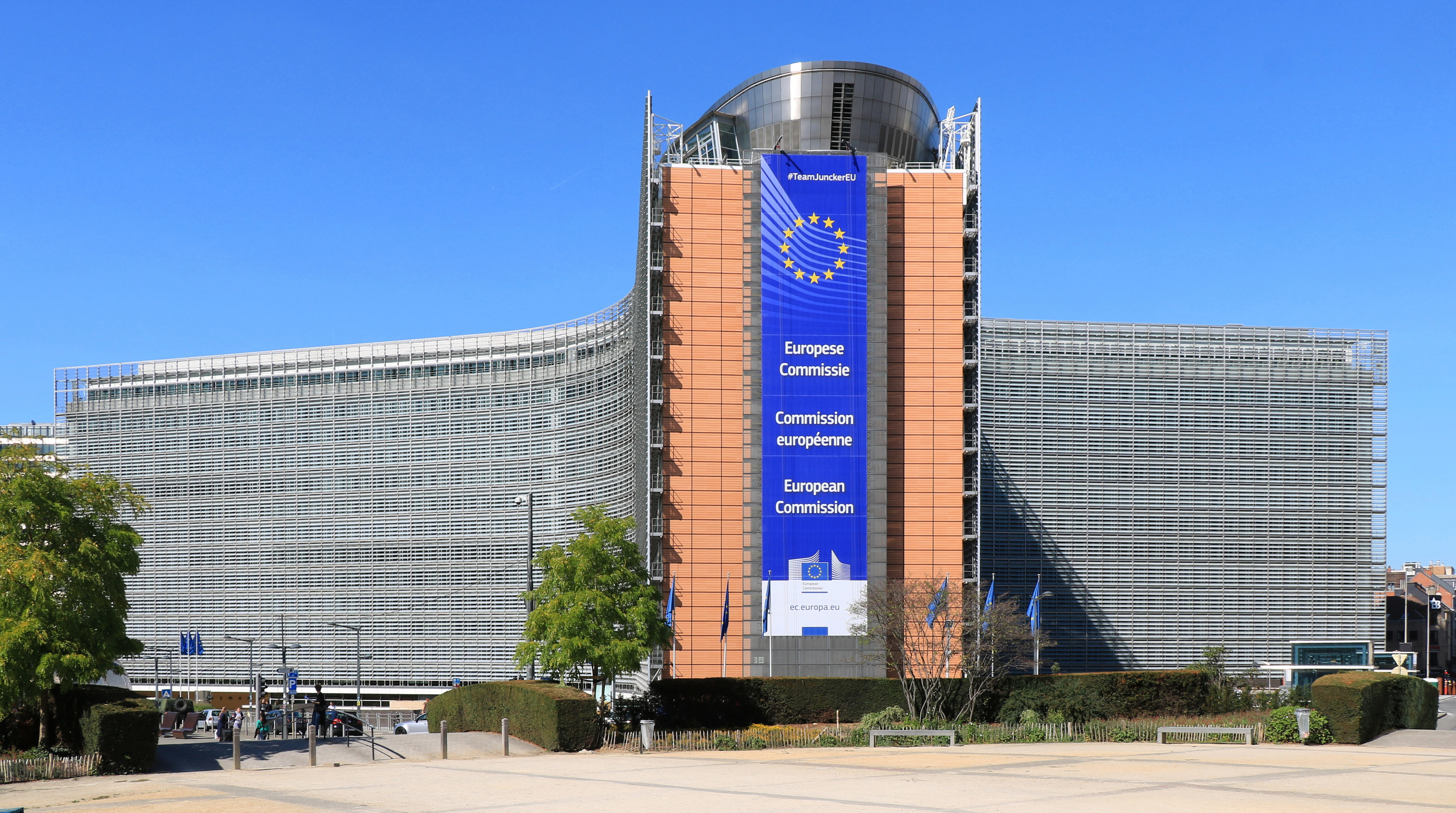
Siège de la Commission européenne à Bruxelles (bâtiment Berlaymont).

Après les élections européennes de 2019, lors desquelles le Parti populaire européen (PPE) arrive en tête, il apparaît que son chef de file, l'Allemand Manfred Weber, ne dispose pas du soutien nécessaire auprès des chefs d'État et de gouvernement européens pour la nomination, notamment dû à son manque d'expérience exécutive.
Un autre candidat émerge alors, le travailliste Néerlandais Frans Timmermans, populaire chef de file du Parti socialiste européen (PSE), arrivé en tête aux elections à la surprise générale. Néanmoins, les cadres du PPE refusent de soutenir sa candidature, estimant que son profil ne lui confère pas la légitimité requise pour devenir président de la Commission européenne. Le Conseil européen lui préfère Ursula von der Leyen, qui occupe le poste de ministre de la Défense de la République fédérale d'Allemagne, pour la fonction.
Ursula von der Leyen est élue par le Parlement européen, n'obtenant toutefois que 383 voix sur 720, soit à peine 9 voix de plus que la majorité absolue (74). Bien que les trois plus grands groupes du Parlement (PPE, S&D et Renew Europe) avaient déclaré la soutenir, il apparait que plus d'une centaine d'eurodéputés de ces groupes ne lui ont finalement pas donné leur voix lors du vote. En revanche, elle certainement reçu le soutien d'autres eurodéputés, notamment de ceux du PiS ou du M5S.

### Commissaires européens

#### Désignations initiales
La procédure prévoit que le gouvernement de chaque État membre propose un candidat pour un poste de commissaire. Ensuite, la présidente leur attribue des portefeuilles et la commission est soumise au Parlement européen.
Les pays ont majoritairement soumis leurs candidats à partir de juillet. Après le sommet exceptionnel du 2 juillet, une dizaine de commissaires étaient nommés. Juste après la confirmation d'Ursula von der Leyen comme présidente de la commission, dix-sept candidatures sur vingt-sept sont officialisés au 18 juillet. Le gouvernement britannique annonce le 25 juillet qu'il ne proposera pas de commissaire européen. La présidence finlandaise de l'UE avait fixé aux différents gouvernements la date butoir du 26 août pour transmettre les lettres de nomination. Les derniers pays sont la Croatie le 20 août, la Belgique le 24 août, la France le 28 août.
En raison de la chute du gouvernement de coalition avec la Ligue, l'Italie n'avait pas proposé officiellement jusqu'en septembre de candidat même si deux noms avaient été évoquées début août. Il faut attendre la constitution du nouveau gouvernement Conte II le 5 septembre pour que Paolo Gentiloni soit désigné.
Début septembre, le choix de la Roumanie, après avoir proposé deux candidats Rovana Plumb et Dan Nica, s'est heurté au refus du président roumain Klaus Iohannis et du Parlement européen. Ce choix aurait été remis en cause le 4 septembre par la présidente de la commission évoquant plutôt la nomination de Ramona Mănescu, actuelle ministre des Affaires étrangères.
Finalement, Ursula von der Leyen approuve le 9 septembre un projet de liste des commissaires désignés que lui a soumis le Conseil de l'Union européenne : la candidature roumaine de Rovana Plumb y est confirmée. La nouvelle appellation du commissaire aux Migrations, rebaptisé vice-présidence à la Protection du mode de vie européen, suscite une polémique au sein de la gauche européenne (notamment chez les Verts) qui y voit un emprunt à la rhétorique d'extrême-droite, ce qu'Ursula von der Leyen dément en expliquant que la tolérance et l'asile sont des valeurs européennes,.
Avec 13 femmes et 14 hommes, et conformément à l'engagement pris par sa présidente, la commission von der Leyen est la première à être paritaire.

#### Auditions et changements
Rovana Plumb et László Trócsányi, respectivement candidats roumain et hongrois pour un poste de commissaire, sont rejetés fin septembre par le Parlement européen pour conflit d'intérêts. Après deux auditions, les députés européens rejettent également le 10 octobre 2019 la nomination de la candidate française Sylvie Goulard, du fait de son implication dans l'Affaire des assistants parlementaires du Mouvement démocrate au Parlement européen et de ses liens avec l'Institut Berggruen.
Le chef de gouvernement hongrois Viktor Orbán propose le 30 septembre Olivér Várhelyi, représentant permanent de la Hongrie auprès de l'Union européenne, en remplacement de Trócsányi. Le lendemain, le gouvernement roumain annonce sa volonté de soumettre les candidatures du député européen Dan Nica et de la diplomate Gabriela Ciot, secrétaire d'État du ministère des Affaires étrangères. Finalement seul le nom de Nica est effectivement proposé à Von der Leyen, qui le rejette le 9 octobre,. Le président de la République française, Emmanuel Macron, propose le 24 octobre Thierry Breton, PDG d'Atos et ancien ministre français de l'Économie, des Finances et de l'Industrie entre 2005 et 2007. Le 6 novembre, après l'investiture de son nouveau gouvernement, la Roumanie propose les députés européens Siegfried Mureșan et Adina Vălean, cette dernière étant une candidate de réserve au cas où la présidente insisterait pour qu'une femme occupe le poste. Von der Leyen annonce quelques heures plus tard avoir retenu Vălean pour détenir le portefeuille des Transports.

#### Changements en cours de mandat
Le commissaire au Commerce, Phil Hogan, annonce sa démission le 26 août 2020. Il justifie son renoncement par la polémique née de sa participation à un dîner donné en l'honneur des 59 ans du club de golf du Parlement irlandais auquel ont participé près de 80 personnes, en contradiction avec les règles de sécurité sanitaire mises en place dans le cadre de la pandémie de Covid-19. Son retrait est approuvé par la présidente de la Commission, qui se dit « reconnaissante pour son travail inlassable », tandis que le Premier ministre irlandais Micheál Martin parle de « la mesure correcte à prendre »,. Le gouvernement irlandais propose le 4 septembre deux candidats pour lui succéder, la vice-présidente du Parlement européen Mairead McGuinness et l'ancien vice-président de la Banque européenne d'investissement (BEI) Andrew McDowell. Quatre jours plus tard, von der Leyen propose de nommer Mairead McGuinness commissaire aux Services financiers, à la Stabilité financière et à l'Union des marchés des capitaux, tandis que le vice-président exécutif Valdis Dombrovskis récupère les compétences sur le commerce.
La commissaire à l'Innovation, Mariya Gabriel, remet sa démission à Ursula von der Leyen le 15 mai 2023. Elle quitte la Commission européenne afin de se voir confier la responsabilité de former le gouvernement bulgare à la suite des élections législatives anticipées du 2 avril, les cinquièmes organisées depuis 2020. Ses responsabilités sont réparties entre la vice-présidente Margrethe Vestager, qui récupère l'Innovation et la Recherche ; et le vice-président Margarítis Schinás, qui prend en main la Culture, l'Éducation et la Jeunesse. Le 21 juin, le gouvernement bulgare propose deux candidats pour la succession de Mariya Gabriel : Iliana Ivanova, membre de la Cour des comptes européenne et ancienne députée européenne proposée par le parti GERB, et Daniel Lorer, ex-ministe de l'Innovation soutenu par la coalition PP. Ursula von der Leyen annonce, une semaine plus tard, qu'elle a retenu la candidature d'Iliana Ivanova et lui attribue le portefeuille précédemment détenu par Mariya Gabriel. Sa nomination est validée par le Conseil le 19 septembre 2023.
Le premier vice-président exécutif délégué au Pacte vert, Frans Timmermans, démissionne le 22 août 2023. Son départ de l'exécutif communautaire lui permet de se présenter aux élections législatives anticipées du 22 novembre, en tête de liste de la coalition électorale Parti travailliste–Gauche verte (PvdA-GL). Ses fonctions sont confiées, juste après, au vice-président délégué aux Relations interinstitutionnelles, Maroš Šefčovič. Le gouvernement néerlandais sortant propose, trois jours plus tard, la candidature de Wopke Hoekstra, ministre des Affaires étrangères depuis 2022, et précédemment ministre des Finances. Ce dernier hérite officiellement du portefeuille de commissaire à l'Action climatique, sans le titre et les responsabilités de vice-président exécutif au Pacte vert, le 9 octobre 2023.

## Collège des commissaires

### Composition lors de la démission
| Portrait | Portefeuille ou titre | État membre | Commissaire            | Parti politique      | Parti politique | Précédente fonction                                                                                   |
| -------- | --- | ----------- | ---------------------- | -------------------- | --------------- | --- |
|          | Présidente | Allemagne   | Ursula von der Leyen   |                      | Européen : PPE  | Ministre fédérale de la Défense du 17 décembre 2013 au 17 juillet 2019                                |
|          | Présidente | Allemagne   | Ursula von der Leyen   | National : CDU       |                 | Ministre fédérale de la Défense du 17 décembre 2013 au 17 juillet 2019                                |
|          | Vice-présidente exécutive pour une Europe préparée à l'ère numérique                                                                                        | Danemark    | Margrethe Vestager     |                      | Européen : ALDE | Commissaire européenne à la Concurrence depuis le 1er novembre 2014                                   |
|          | Vice-présidente exécutive pour une Europe préparée à l'ère numérique                                                                                        | Danemark    | Margrethe Vestager     | National : RV        |                 | Commissaire européenne à la Concurrence depuis le 1er novembre 2014                                   |
|          | Vice-président exécutif pour une Économie au service des personnes                                                                                          | Lettonie    | Valdis Dombrovskis     |                      | Européen : PPE  | Sixième vice-président de la Commission européenne depuis le 1er novembre 2014                        |
|          | Vice-président exécutif pour une Économie au service des personnes                                                                                          | Lettonie    | Valdis Dombrovskis     | National : Unité     |                 | Sixième vice-président de la Commission européenne depuis le 1er novembre 2014                        |
|          | Vice-président exécutif pour un Pacte Vert européen et pour les Relations interinstitutionnelles et la Prospective                                          | Slovaquie   | Maroš Šefčovič         |                      | Européen : PSE  | Cinquième vice-président de la Commission européenne depuis le 1er novembre 2014                      |
|          | Vice-président exécutif pour un Pacte Vert européen et pour les Relations interinstitutionnelles et la Prospective                                          | Slovaquie   | Maroš Šefčovič         | National : SMER-SD   |                 | Cinquième vice-président de la Commission européenne depuis le 1er novembre 2014                      |
|          | Vice-président pour une Europe plus forte sur la scène internationale Haut représentant de l'Union pour les affaires étrangères et la politique de sécurité | Espagne     | Josep Borrell          |                      | Européen : PSE  | Ministre des Affaires étrangères depuis le 7 juin 2018                                                |
|          | Vice-président pour une Europe plus forte sur la scène internationale Haut représentant de l'Union pour les affaires étrangères et la politique de sécurité | Espagne     | Josep Borrell          | National : PSOE      |                 | Ministre des Affaires étrangères depuis le 7 juin 2018                                                |
|          | Vice-présidente pour les Valeurs et la Transparence | Tchéquie    | Věra Jourová           |                      | Européen : ALDE | Commissaire européenne à la Justice depuis le 1er novembre 2014                                       |
|          | Vice-présidente pour les Valeurs et la Transparence | Tchéquie    | Věra Jourová           | National : ANO 2011  |                 | Commissaire européenne à la Justice depuis le 1er novembre 2014                                       |
|          | Vice-présidente pour la Démocratie et la Démographie | Croatie     | Dubravka Šuica         |                      | Européen : PPE  | Députée européenne depuis le 1er juillet 2013                                                         |
|          | Vice-présidente pour la Démocratie et la Démographie | Croatie     | Dubravka Šuica         | National : HDZ       |                 | Députée européenne depuis le 1er juillet 2013                                                         |
|          | Vice-président pour la Promotion de notre mode de vie européen                                                                                              | Grèce       | Margarítis Schinás     |                      | Européen : PPE  | Porte-parole de la Commission européenne depuis le 1er novembre 2014                                  |
|          | Vice-président pour la Promotion de notre mode de vie européen                                                                                              | Grèce       | Margarítis Schinás     | National : ND        |                 | Porte-parole de la Commission européenne depuis le 1er novembre 2014                                  |
|          | Budget et Administration | Autriche    | Johannes Hahn          |                      | Européen : PPE  | Commissaire européen à la Politique de voisinage depuis le 1er novembre 2014                          |
|          | Budget et Administration | Autriche    | Johannes Hahn          | National : ÖVP       |                 | Commissaire européen à la Politique de voisinage depuis le 1er novembre 2014                          |
|          | Services financiers | Irlande     | Mairead McGuinness     |                      | Européen : PPE  | Première vice-présidente du Parlement européen depuis le 18 janvier 2017                              |
|          | Services financiers | Irlande     | Mairead McGuinness     | National : Fine Gael |                 | Première vice-présidente du Parlement européen depuis le 18 janvier 2017                              |
|          | Emploi et Droits sociaux | Luxembourg  | Nicolas Schmit         |                      | Européen : PSE  | Ministre du Travail entre le 4 décembre 2013 et le 5 décembre 2018                                    |
|          | Emploi et Droits sociaux | Luxembourg  | Nicolas Schmit         | National : POSL      |                 | Ministre du Travail entre le 4 décembre 2013 et le 5 décembre 2018                                    |
|          | Économie | Italie      | Paolo Gentiloni        |                      | Européen : PSE  | Président du Conseil des ministres d'Italie du 12 décembre 2016 au 1er juin 2018                      |
|          | Économie | Italie      | Paolo Gentiloni        | National : PD        |                 | Président du Conseil des ministres d'Italie du 12 décembre 2016 au 1er juin 2018                      |
|          | Agriculture | Pologne     | Janusz Wojciechowski   |                      | Européen : ACRE | Auditeur à la Cour des comptes européenne depuis 2016                                                 |
|          | Agriculture | Pologne     | Janusz Wojciechowski   | National : PiS       |                 | Auditeur à la Cour des comptes européenne depuis 2016                                                 |
|          | Marché intérieur | France      | Thierry Breton         |                      | Européen : sans | Ministre de l'Économie, des Finances et de l'Industrie du 25 février 2005 au 15 mai 2007              |
|          | Marché intérieur | France      | Thierry Breton         | National : sans      |                 | Ministre de l'Économie, des Finances et de l'Industrie du 25 février 2005 au 15 mai 2007              |
|          | Cohésion et Réformes | Portugal    | Elisa Ferreira         |                      | Européen : PSE  | Vice-gouverneure de la Banque du Portugal depuis juin 2016                                            |
|          | Cohésion et Réformes | Portugal    | Elisa Ferreira         | National : PS        |                 | Vice-gouverneure de la Banque du Portugal depuis juin 2016                                            |
|          | Santé et Sécurité alimentaire | Chypre      | Stélla Kyriakídou      |                      | Européen : PPE  | Présidente de l'Assemblée parlementaire du Conseil de l'Europe entre octobre 2017 et janvier 2018     |
|          | Santé et Sécurité alimentaire | Chypre      | Stélla Kyriakídou      | National : DISY      |                 | Présidente de l'Assemblée parlementaire du Conseil de l'Europe entre octobre 2017 et janvier 2018     |
|          | Justice | Belgique    | Didier Reynders        |                      | Européen : ALDE | Ministre des Affaires étrangères depuis le 6 décembre 2011 et de la Défense depuis le 9 décembre 2018 |
|          | Justice | Belgique    | Didier Reynders        | National : MR        |                 | Ministre des Affaires étrangères depuis le 6 décembre 2011 et de la Défense depuis le 9 décembre 2018 |
|          | Égalité | Malte       | Helena Dalli           |                      | Européen : PSE  | Ministre des Affaires européennes entre le 9 juin 2017 et le 24 juillet 2019                          |
|          | Égalité | Malte       | Helena Dalli           | National : PL        |                 | Ministre des Affaires européennes entre le 9 juin 2017 et le 24 juillet 2019                          |
|          | Affaires intérieures | Suède       | Ylva Johansson         |                      | Européen : PSE  | Ministre du Travail depuis le 3 octobre 2014                                                          |
|          | Affaires intérieures | Suède       | Ylva Johansson         | National : SAP       |                 | Ministre du Travail depuis le 3 octobre 2014                                                          |
|          | Gestion des crises | Slovénie    | Janez Lenarčič         |                      | Européen : sans | Représentant permanent auprès de l'Union européenne depuis juillet 2016                               |
|          | Gestion des crises | Slovénie    | Janez Lenarčič         | National : sans      |                 | Représentant permanent auprès de l'Union européenne depuis juillet 2016                               |
|          | Transports | Roumanie    | Adina Vălean           |                      | Européen : PPE  | Députée européenne depuis le 1er janvier 2007                                                         |
|          | Transports | Roumanie    | Adina Vălean           | National : PNL       |                 | Députée européenne depuis le 1er janvier 2007                                                         |
|          | Voisinage et Élargissement | Hongrie     | Olivér Várhelyi        |                      | Européen : sans | Représentant permanent auprès de l'Union européenne depuis octobre 2015                               |
|          | Voisinage et Élargissement | Hongrie     | Olivér Várhelyi        | National : sans      |                 | Représentant permanent auprès de l'Union européenne depuis octobre 2015                               |
|          | Partenariats internationaux | Finlande    | Jutta Urpilainen       |                      | Européen : PSE  | Ministre des Finances entre le 22 juin 2011 et le 6 juin 2014                                         |
|          | Partenariats internationaux | Finlande    | Jutta Urpilainen       | National : SDP       |                 | Ministre des Finances entre le 22 juin 2011 et le 6 juin 2014                                         |
|          | Énergie | Estonie     | Kadri Simson           |                      | Européen : ALDE | Ministre des Affaires économiques entre le 23 novembre 2016 et le 29 avril 2019                       |
|          | Énergie | Estonie     | Kadri Simson           | National : EKE       |                 | Ministre des Affaires économiques entre le 23 novembre 2016 et le 29 avril 2019                       |
|          | Environnement, Océans et Pêche | Lituanie    | Virginijus Sinkevičius |                      | Européen : sans | Ministre de l'Économie et de l'Innovation depuis le 27 novembre 2017                                  |
|          | Environnement, Océans et Pêche | Lituanie    | Virginijus Sinkevičius | National : LVZS      |                 | Ministre de l'Économie et de l'Innovation depuis le 27 novembre 2017                                  |
|          | Innovation, Recherche, Culture, Éducation et Jeunesse | Bulgarie    | Iliana Ivanova         |                      | Européen : PPE  | Membre de la Cour des comptes européenne depuis le 1er janvier 2013.                                  |
|          | Innovation, Recherche, Culture, Éducation et Jeunesse | Bulgarie    | Iliana Ivanova         | National : GERB      |                 | Membre de la Cour des comptes européenne depuis le 1er janvier 2013.                                  |
|          | Action pour le climat | Pays-Bas    | Wopke Hoekstra         |                      | Européen : PPE  | Vice-Premier ministre et ministre des Affaires étrangères depuis le 10 janvier 2022.                  |
|          | Action pour le climat | Pays-Bas    | Wopke Hoekstra         | National : CDA       |                 | Vice-Premier ministre et ministre des Affaires étrangères depuis le 10 janvier 2022.                  |

### Affiliation politique
La commission Von der Leyen était la première à compter plus de membres du PSE (10) que du PPE (8), mais le changement de majorité en Roumanie les a ramenés à égalité.
- PPE (9)
- PSE (9)
- ALDE (4)
- Sans étiquette (4)
- CRE (1)

- : Homme (15)
- : Femme (12)

| Affiliation politique européenne | Affiliation politique européenne                                 | Nombre de commissaires              |
| -------------------------------- | ---------------------------------------------------------------- | ----------------------------------- |
|                                  | Parti populaire européen                                         | 9 commissaires (dont la présidente) |
|                                  | Parti socialiste européen                                        | 9 commissaires                      |
|                                  | Parti de l'Alliance des libéraux et des démocrates pour l'Europe | 4 commissaires                      |
|                                  | Sans étiquette                                                   | 4 commissaires                      |
|                                  | Parti des conservateurs et réformistes européens                 | 1 commissaire                       |

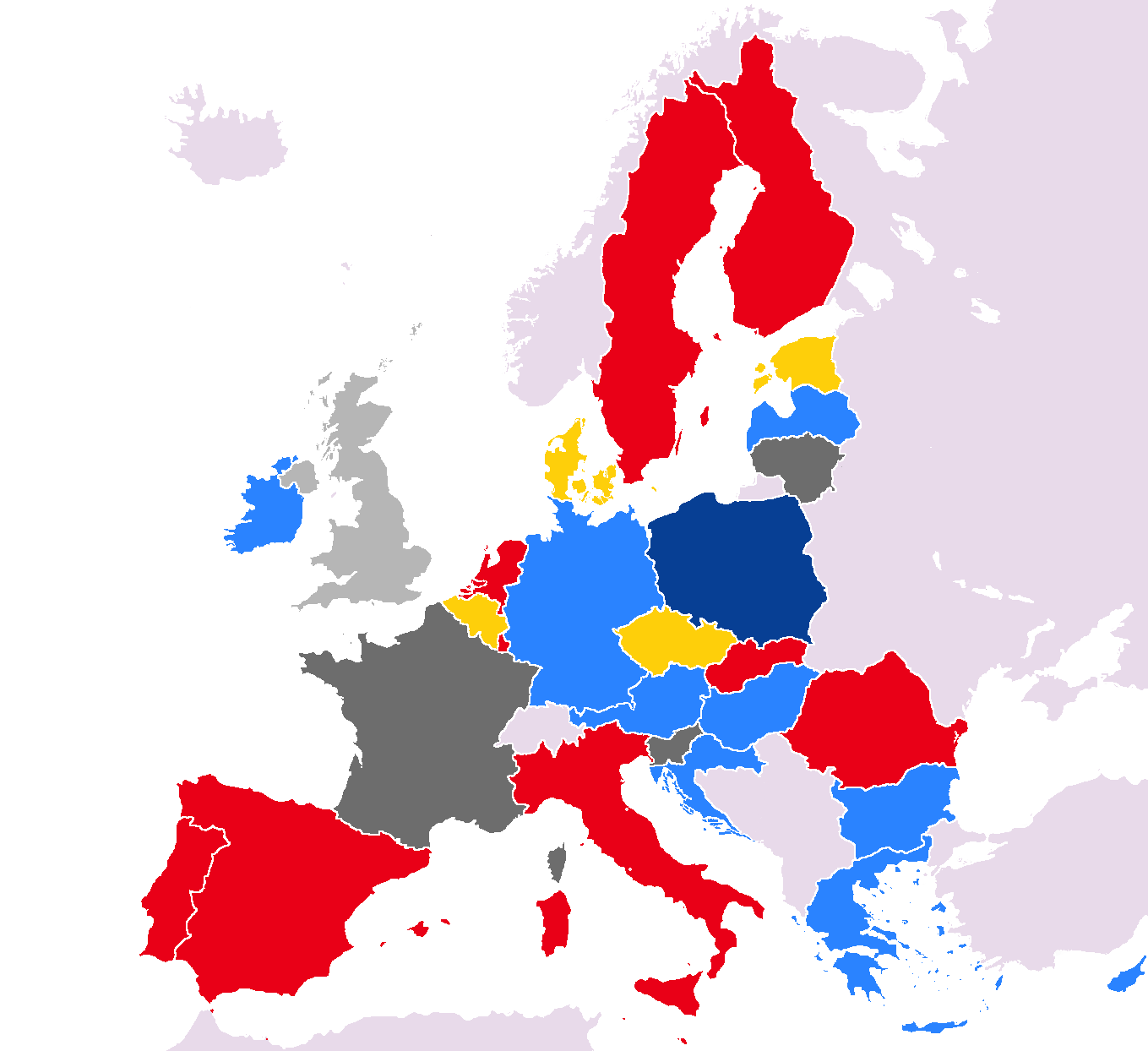
Composition pressentie de la commission par affiliation politique et sexe (situation au 5 septembre 2019) :
PPE (9)
PSE (9)
ALDE (4)
Sans étiquette (4)
CRE (1)

La plupart des commissaires désignés jusqu'à présent appartiennent à des partis membres du PPE, du PSE ou de l'ADLE. Font exception le Polonais Janusz Wojciechowski, membre des Conservateurs et réformistes européens (CRE), le Lituanien Virginijus Sinkevičius, dont le parti n'est pas membre du Parti vert européen mais siège au groupe des Verts/Alliance libre européenne et le Slovène Janez Lenarčič, politiquement indépendant.
Le 10 septembre, lors de la présentation des portefeuilles, l'ALDE revendique six commissaires, ajoutant à ses quatre représentants Lenarčič et Goulard (rejetée par la suite), présentés comme affiliés à Renew Europe. Dans sa déclaration d'intérêts, le Slovène revendique cette affiliation,.

### Anciens membres
| Portrait | Portefeuilles ou titre                                      | États membres | Commissaire      | Parti politique      | Parti politique | Fin de mandat | Raisons                                                                                           |
| -------- | ----------------------------------------------------------- | ------------- | ---------------- | -------------------- | --------------- | ------------- | ------------------------------------------------------------------------------------------------- |
|          | Commerce                                                    | Irlande       | Phil Hogan       |                      | Européen : PPE  | 27 août 2020  | Violation des règles de sécurité sanitaire irlandaises dans le cadre de la pandémie de Covid-19.  |
|          | Commerce                                                    | Irlande       | Phil Hogan       | National : Fine Gael |                 | 27 août 2020  | Violation des règles de sécurité sanitaire irlandaises dans le cadre de la pandémie de Covid-19.  |
|          | Innovation, Recherche, Culture, Éducation et Jeunesse       | Bulgarie      | Mariya Gabriel   |                      | Européen : PPE  | 15 mai 2023   | Mission de formation du gouvernement bulgare après les élections législatives anticipées de 2023. |
|          | Innovation, Recherche, Culture, Éducation et Jeunesse       | Bulgarie      | Mariya Gabriel   | National : GERB      |                 | 15 mai 2023   | Mission de formation du gouvernement bulgare après les élections législatives anticipées de 2023. |
|          | Premier vice-président exécutif pour un Pacte Vert européen | Pays-Bas      | Frans Timmermans |                      | Européen : PSE  | 22 août 2023  | Candidature aux élections législatives anticipées de 2023 aux Pays-Bas.                           |
|          | Premier vice-président exécutif pour un Pacte Vert européen | Pays-Bas      | Frans Timmermans | National : PvdA      |                 | 22 août 2023  | Candidature aux élections législatives anticipées de 2023 aux Pays-Bas.                           |